# Reding (geslacht)
Reding (ook: Rading, Radinc, Redinc, Redenc, Redinck, Radincg, Raedijnck) is een oud riddermatig geslacht dat oorspronkelijk afkomstig is uit Vollenhove in Overijssel dat vanaf ca. de 11e eeuw het bestuurscentrum was van de Utrechtse bisschop in het Oversticht. Het geslacht Reding was in de 12e eeuw aldaar het voornaamste ministerialengeslacht,in de 13e eeuw in die hoedanigheid opgevolgd door het geslacht Van Putten.

## Geschiedenis
In een oorkonde van 1152 (althans een oorkonde gedateerd tussen 30 maart 1152 en 9 maart 1153) wordt een Radingus (gelatiniseerde vorm van Rading) vermeld als ministeriaal en getuige van de bisschop van Utrecht. De eerstvolgende bekende vermelding van de naam is die van Wolter Radinc die eveneens als ministeriaal en getuige van de bisschop van Utrecht wordt vermeld in oorkonden van 1165 en 1176. Het vermoeden is dat Radingus en Wolter Radinc een en dezelfde persoon is. Dit vermoeden is gebaseerd op het feit dat de rij van getuigen-ministerialen in 1152, in gelatiniseerd Nederlands: Coenradus, Weremboldus, Radingus en Alardus in de oorkonde van 1165 (m.u.v. van Coenradus) wordt herhaald: Weremboldus de Buchorst (nu genoemd als broer van Theodoricus de Buchorst), Walterus Radingus en Alardus de Gravestorp, waarna in 1176 van de getuigenrij uit 1152 alleen nog Walterus Radinc wordt genoemd. 
Het is niet onmogelijk dat Walter Rading in de periode van 24 jaar (1152 - 1176) driemaal getuige van de Utrechtse bisschop is geweest, als men ervan uit wil gaan dat hij in 1152 ongeveer 30 tot 35 jaar was.
In een oorkonde van 1223 (maar misschien al in een oorkonde van 1220 voor Frederik Radinc) worden de broers Frederik en Wolter Radinc met een aantal andere daar genoemde personen voor het eerst “milites” worden genoemd, hetgeen er op duidt dat het geslacht Reding omstreeks die tijd is overgegaan van ministerialiteit naar riddermatigheid.
Voor zover bekend is de laatste vermelding van telgen van het geslacht Reding die van Johan en Arnold Radinc, in 1400 genoemd als zonen van een Frederik Rading.

### Van/Von Eerde
Het geslacht Reding leeft tot op heden in Duitsland voort onder de naam Von Eerde. Het is onomstreden dat het geslacht Von Eerde voortspruit uit het geslacht Reding, omdat de aanduiding Van Eerde (later de Freiherren Von Eerde) een alias was van Johan Redinc van Eerde (vermeld o.a. 1326 - 1351) en van Frederik van Eerde Reding (vermeld o.a. 1334 - 1337 en gehuwd met een Van Echten). 
Het familiewapen van beide geslachten is identiek.

### Sloet
Aangenomen wordt dat het geslacht Reding in Nederland tot op de huidige dag voort bestaat met het geslacht Sloet, zijnde een jongere tak ervan. De aanname is op de eerste plaats gegrond op het feit dat het oudst bekende Sloet-wapen van 1351 een gebroken Reding-wapen is, dat wil zeggen dat het Sloet-wapen identiek is aan het Reding-wapen, maar is aangevuld met een ster boven de wassenaar, hetgeen in de 14e eeuw slechts kan duiden op een jongere tak van een bestaand geslacht. Het enige bestaande geslacht dat hiervoor in aanmerking komt is Reding, omdat in de 14e eeuw in het gebied dat nu Nederland is geen ander geslacht bekend is met eenzelfde familiewapen als dat van Reding.
Bovendien geldt hier het geografisch argument aangezien beide genoemde geslachten oorspronkelijk woonachtig waren in en rond Vollenhove.

## Naam
De naam Radinc is een patroniem en betekende in eerste instantie waarschijnlijk "kind van Rado". In een wat later stadium werd dat "zoon van Rado" en uiteindelijk bedoelde men er in breder verband zoiets mee als "behorende tot de clan/familie van Rado". Het heeft de voor het Oversticht/Drenthe typerende uitgang "inc/ing" (de letter "a" in Rading duidt op Drentse invloed en de letter "e" in Reding op een Friese). De uitgang "ing" kwam, in de betekenis van behorende tot een bepaalde familie, overigens in de Middeleeuwen al vroeg meer voor. Vergelijk bijv. Merovingen, Capetingen, Karolingen, Gerulfingen (het Hollandse Huis), Liudolfingen (Ottonen) en Vikingen.
Rado (ook voorkomend als Razo, Razzo, Rade, Radzo, Rato, Rede, Reed, Redert, Raas etc.) is een oudgermaanse naam voor een manspersoon met de betekenis van raadgever of misschien gebiedende raadgever. De naam Rado komt voor zover bekend in wat nu Nederland is niet veel voor.

## Enkele telgen (conform de publicatie van ds. Schaap)

### 12e eeuw
- Radingus, ministeriaal van Herman van Horne, de bisschop van Utrecht van 1150-1156, wordt vermeld in een oorkonde van 1152/1153. Een Wolter Rading, ministeriaal van Godfried van Rhenen, de bisschop van Utrecht van 1156-1178, wordt in twee oorkonden van 1165 en 1176 genoemd. Vermoed wordt dat Radingus en Wolter Rading één en dezelfde persoon is.

### 13e eeuw
- Wolter Radinc wordt vermeld in de jaren 1200 – 1220, ook hier als getuige van de bisschop van Utrecht. Hugo Radinc wordt in oorkonden uit de jaren 1215 en 1217 vermeld als wijlen in verband met een tiende in de Leeuwte bij Vollenhove. Zij zijn waarschijnlijk generatiegenoten.
- Fredericus Rading/Reding wordt vermeld in de jaren 1218 – 1223. o.a. 1 januari 1218 als voogd van de zoon van een zekere Ida. Op 10 januari 1223 wordt hij genoemd samen met zijn broer Walterus Rading en zij worden daarbij aangeduid als milites.
- Wolter Rading wordt in de jaren 1230 – 1251 van een aantal Radings het meest genoemd en zal op grond van deze frequentie in deze tijd de voornaamste telg van de familie zijn geweest.[2] Hij wordt o.a. in een oorkonde van 26 maart 1247 genoemd als getuige van de bisschop van Utrecht als deze de Der Aa-kerk te Groningen tot parochiekerk verheft.
- Frederik Rading/Redinc, vader van Johan Redinc en Arnold Rading, wordt vermeld in de periode 1263 – 1303. Hij was getrouwd met een Van Almelo, waarschijnlijk een dochter van Arnold II van Almelo, die weer de zoon was van Hendrik I van Almelo.
- Bartold Radinc, generatiegenoot van de hiervoor genoemde Frederik Rading/Redinc, wordt vermeld in 1278, als hij 42 morgen land in het Sticht (Vijfhoeven onder Breukelen) aan de Duitse Orde schenkt. Zijn vrouw Aleydis en zijn zoons Wolter en Bartholomeus komen voor in een oorkonde van 28 oktober 1284 als zij hun bezittingen aan de Duitse Orde schenken en zij het kleed van die Orde aannemen. Bartold wordt nog op 26 maart 1296 vermeld als commandeur van het Duitse Huis te Zandvoort bij Middelburg. Van zijn twee zoons Wolter en Bartholomeus is de eerste kort voor 2 oktober 1310 door doodslag om het leven gekomen en hebben de moordenaars boete moeten doen.
- Frederik Reding is mede-bezegelaar in een oorkonde van 1275 waarin de Utrechtse bisschop aan Genemuiden het stadsrecht verleend.
- Johan Radinc, vermeld in 1294 – 1329, gehuwd met Jutte, miles. Schout en rentmeester van Vollenhove gedurende de jaren 1324 -1329. Hij trad in 1314 op als voogd en verwant van de kinderen van Arnold III van Almelo en Oda van Bentheim en als beheerder van het huis Almelo.

### 14e eeuw
- Rodolphus Redinc wordt in 1319 genoemd als civis (burger) in Groningen en op 13 december 1329 als burgemeester van Groningen.
- Johannis Redinc wordt in 1348 vermeld als degene die een stenen huis had aan de oostzijde van de Boteringestraat in Groningen, naast het stenen huis van Johannes Maurissinge (familie die Groningen burgemeesters heeft geleverd).
- Johan Redinc Van Eerde, vermeld in 1326 -1351, getrouwd met Bertha/Beerte. Hij komt uit een relatief groot gezin, want we kennen zijn broers Arnold (vermeld 1334), Hendrik (vermeld 1334 – 1337), Frederik (vermeld o.a. 1334 -1337) en zijn zuster Agnes (vermeld 1334 – 1337). Zijn moeder Jutte wordt in de charters van het klooster Albergen van 28 juni 1334 genoemd als echtgenote van Johan Radinc. In dit charter wordt zijn toenaam Van Eerde voor het eerst vermeld, maar die naam wordt later zelfstandige achternaam, o.a. in een oorkonde van 9 oktober 1343. Hij heeft voor zover bekend alleen een dochter gehad, Margaretha van Eerde die gehuwd was met de roofridder Evert van Essen.
- Johan Redinck, tussen 1370 en 1375 getrouwd met Swene Arntsdochter Coerle. Hij moet voor 9 oktober 1395 zijn overleden. Zijn broer is waarschijnlijk Volker Redinc genaamd Van der Seden, waaruit het geslacht Van der Seden voortkomt.
- Volker Redinc genaamd Van der Seden, wordt in 1387 vermeld als bisschoppelijk ministeriaal.
- Gherd/Gerardus Radinc, vermeld 1388 -1401, naar zijn geboorteplaats ook Gerardus van Groningen genoemd, doctor en magister in het geestelijk (canoniek) recht. Gezien zijn wapen (de ene helft Radinc, de andere helft de adelaar van Van Echten) is zijn moeder waarschijnlijk een Van Echten. Hij studeerde in Praag (opgericht in 1348, oudste universiteit in het Duitse taalgebied), waar hij in 1369 tot magister artium promoveerde. Kort nadat de universiteit in Heidelberg was opgericht (1386) werd hij daar in 1390 hoogleraar. In 1393 werd hij hoogleraar in de net opgerichte universiteit van Keulen (1388), waar hij in 1396 rector van de universiteit werd en in 1399 voor de tweede keer in die hoedanigheid werd verkozen. Hij is verder bekend in verband met de oplossing van het geschil tussen het klooster te Aduard en de stad Groningen eind 14e eeuw.
- Johan Redinc en Else/Helst Redinc worden in 1395 samen met hun moeder Zwane genoemd. De echtgenoot van Helst was Johan van Echten die in 1414 namens haar werd beleend met goederen als leenopvolger van zijn zwager Johan Redinc, die derhalve in dat jaar moet zijn overleden en geen nakomelingen had.

### 15e eeuw
- Johan Redinc had twee broers, Frederik Rading en Arnold/Arent Rading die in 1400 samen met Johan onder de dienstmannen van de Utrechtse bisschop worden genoemd. Frederik Rading was gehuwd met een Mechteld en had twee zoons, Johan en Arent. Deze broers zijn de laatst vermelde Radingtelgen.[2]

## Geslachtswapens

Wapen van Van Eerden volgens Siebmachers wapenboek

- Rading: in zilver een rode wassenaar;
- Van/Von Eerde: in zilver een rode wassenaar;
- Sloet: oorspronkelijk: in zilver een rode wassenaar met boven de wassenaar een ster. Tegenwoordig: in zilver een rode wassenaar.